# Enchanted Egypt
Enchanted Egypt is het derde resultaat van de samenwerking tussen Phil Thornton en Hossam Ramzy. Dit album staat het verst weg van wat nog beschouwd kan worden als Westerse muziek met etnische invloeden vanuit Egypte; wat dat betreft was een omgekeerde verdeling juister geweest; het is Egyptische muziek met inbreng van wat Westerse elementen. Het album is grotendeels opgenomen in de eigen geluidsstudio van Ramzy in Caïro, zo konden ook Egyptische musici het album volspelen op muziekinstrumenten uit hun thuisland en/of omgeving. 

## Musici
- Phil Thornton – E-bow, gitaar, vocoder, percussie, didgeridoo, kippenfluitje, Tibetaanse klankschalen
- Hossam Ramzy – Egyptische percussie-instrumenten zoals tabla, doholla en vingerbekkens, elektronische percussie
- Maged Serour – qanun
- Shebl Abdalla – magrouna/mizmar
- Mohammed Naiem – ney / kawala
- Reda Soby – rebaba
- Said Kamal – viool
- Osama el Hendy – accordeon
- Hazem Shaheen – oed
- Grant Young – fretloze basgitaar

## Muziek
Allen van Thornton, Ramzy

| Nr. | Titel                               | Duur |
| --- | ----------------------------------- | ---- |
| 1.  | Apostles of the interface           | 5:59 |
| 2.  | On the desert road to Alexandria    | 3:36 |
| 3.  | Zaiellas                            | 6:03 |
| 4.  | Enchanted Egypt I                   | 5:41 |
| 5.  | Enchanted Egypt                     | 4:07 |
| 6.  | Ali Mama                            | 5:08 |
| 7.  | From Memphis to Heliopolis          | 6:11 |
| 8.  | Nefertari’s dream                   | 7:31 |
| 9.  | At the temple of Ramseses the Great | 4:47 |
| 10. | El Fayadaan                         | 6:52 |
| 11. | On the transit of Venus             | 5:37 |